# MB 3
MB 3 è una galassia nana sferoidale (dSph) scoperta nel 1997 e situata a circa 10 milioni di anni luce dalla Terra.
Fu scoperta durante la campagna osservativa del Gruppo di galassie di Maffei 1, un gruppo di galassie, di cui è un possibile membro, adiacente al Gruppo Locale. MB 3 è una galassia compagna di Dwingeloo 1 ed è situata nella cosiddetta Zona di evitamento.
Il diametro visibile di MB 3 è approssimativamente di 1,9′, che ad una distanza di 3 Megaparsec corrisponde a circa 2 kiloparsec.
Nelle immagini ottiche appare di forma ovale piuttosto appiattita situata approssimativamente a 9,2′ a sudovest di Dwingeloo 1. 
All'interno di MB 3 non è stata rilevata la presenza di idrogeno neutro o molecolare, cosa che è in accordo con la sua natura di galassia nana sferoidale.

## Voci correlate

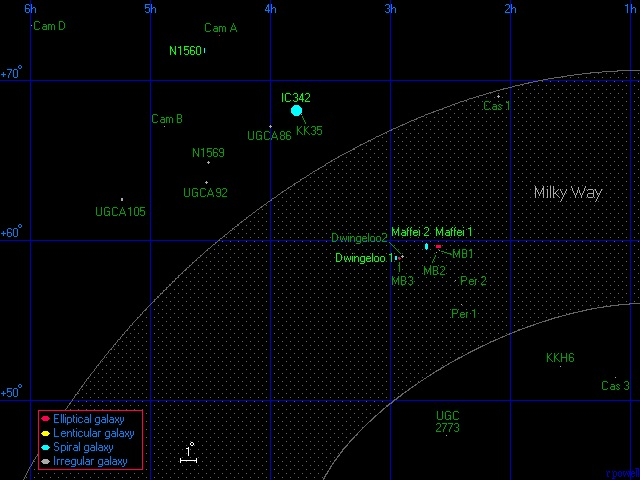
Diagramma del Gruppo IC 342/Maffei